# Chapelle Saint-Servais de Plumergat
La chapelle Saint-Servais est une chapelle français située à Plumergat, dans le Morbihan, en région Bretagne.

## Situation
La chapelle est située rue des Sabotiers, dans le bourg de Plumergat. Elle est située immédiatement au sud de la chapelle de la Trinité et immédiatement à l'est de l'église Saint-Thuriau.

## Histoire
La chapelle est bâtie en 1610, et dédiée à Servais de Tongres, protecteur des marins. Elle doit sa construction à la volonté d'un paysan du bourg qui fit plusieurs pèlerinages sur le tombeau du saint à Maastricht,,. Louis Le Gras, recteur de la paroisse au début du XVIIe siècle, s'oppose alors à l'édification de ce nouveau lieu de culte. Il s'y résigne toutefois après avoir échappé à un accident de cheval.
La chapelle est inscrite, en totalité, au titre des monuments historiques par arrêté du 31 juillet 2015.

## Architecture
L'édifice est bâti, entièrement en granite, selon un plan rectangulaire,. Des contreforts aux angles viennent soutenir la structure. Un unique vaisseau occupe l'espace intérieur. Un clocheton carré à flèche, pilastres et pinacles coiffe le pignon occidental. Un banc de pierre en ceint l'extérieur.
La charpente porte des entraits à têtes de crocodile et une sablière porte la date de 1610.